# Victòria de Tívoli
Victòria de Tívoli (Roma, 230 – Trebula Mutuesca, 18 de desembre de 253) va ser una jove màrtir, que aparentment va viure al voltant de l'any 250, a la ciutat de Tívoli, a prop de Roma. Segons la llegenda, na Victòria estava compromesa a casar-se amb un noble romà anomenat Eugeni. Un amic d'aquest va demanar la mà d'una altra jove cristiana Santa Anatòlia (que en algunes versions de la història és germana de Victòria) però ella ho va refusar vehementment. Na Victòria tractà de convèncer a na Anatòlia que acceptés de casar-se amb el jove, però ella li va contestar que la virginitat era un immens tresor per a Jesús i finalment va convèncer a na Victòria de trencar el seu compromís i a consagrar-se a Déu. Enutjats, els joves les van denunciar com a cristianes i na Victòria va morir apunyalada al cor. La tradició explica que el seu botxí, castigat, va morir sis dies després consumit per la lepra i menjat per cucs.
Segons altres versions de la llegenda, na Victòria va viure durant un temps en una cova, després d'haver-li donat mort a un drac que allí hi habitava.
Com a atributs té una llança a la mà, una espasa clavada (o el Crismó) en el pit. La seva festivitat se celebra el 23 de desembre.